# William Gawtress Raymond
Pour les articles homonymes, voir William Raymond et Raymond.
William Gawtress Raymond (24 mars 1855-23 avril 1942) est un homme politique canadien de l'Ontario. Il est député fédéral libéral de la circonscription ontarienne de Brantford de 1921 à 1925.

## Biographie
Né à Londres en Angleterre, Raymond immigre au Canada en 1873 après avoir perdu la majeure partie de sa vue lors d'un voyage au cap de Bonne-Espérance la même année. Dès son arrivée, il s'inscrit à la Ontario Institute for the Blind à Brantford (maintenant The W. Ross Macdonald School), ouverte l'année précédente.
Conseiller municipal de la ville de Brantford en 1890, il le demeure jusqu'en 1895 avant de revenir à titre de maire de 1898 à 1899.
Élu en 1921, il n'effectue qu'un seul mandat puisqu'il n'est pas réélu dans la nouvelle circonscription de Brantford City en 1925.